# Ching chong
Ching chong (Чинг-чонг) — этническое оскорбление и пейоратив, который используется с целью высмеять китайский язык, людей китайского происхождения или других людей восточноазиатского происхождения. Этот термин представляет собой грубую имитацию фонологии севернокитайского и кантонского языков.
Хотя обычно фраза используется как оскорбление китайцев, она также была направлена на других выходцев из Восточной Азии. Мэри Пайк Ли, корейская иммигрантка, приехавшая со своей семьей в Сан-Франциско в 1906 году, написала в своей автобиографии 1990 года «Тихая одиссея» (англ. Quiet Odyssey: A Pioneer Korean Woman in America), что в её первый школьный день девочки называли её «ching chong». В 1917 году Ли С. Робертс и Дж. Уилл Каллахан написали фортепианную песню в стиле рэгтайм под названием «Ching Chong».

## Известные случаи

### 2000-е годы
В декабре 2002 года звезда НБА Шакил О’Нил подвергся резкой критике в СМИ за то, что во время интервью Fox Sports Net сказал: «Передай Яо Мину „Ching chong yang, wah, ah soh“». Позже О’Нил объяснил, что это был юмор из их раздевалки, и он не хотел никого обидеть. Яо подтвердил, что О’Нил шутит, но отметил, что многие азиаты не поймут юмора.
24 января 2006 года комик Дэйв Дамешек создал аудиопародию на премию Asian Excellence Awards для шоу Адама Кароллы. Во время неё прозвучала фраза «ching chong». Назвав этот сегмент унизительным и расистским, несколько азиатско-американских организаций пригрозили попросить рекламодателей отказаться от поддержки шоу, если радиостанция не принесёт извинения. 22 февраля 2006 года Каролла зачитал краткое извинение за этот отрывок. 26 апреля 2006 года у Каролла пригласил на шоу главу Сети действий СМИ для американцев азиатского происхождения Гай Аоки. Аоки считает, что «ching chong» эквивалентно слову «ниггер».
5 декабря 2006 года комик и соведущая Рози О’Доннелл из The View использовала фразу, чтобы имитировать дикторов новостей в Китае. Синди Бергер, представитель О’Доннелл, сказала: «Она не только соведущая ток-шоу, но и комик. Я очень надеюсь, что однажды они смогут понять её юмор». 14 декабря на The View О’Доннелл сказала, что не знала, что «ching chong» — это оскорбительный способ высмеять азиатский акцент, она извинилась перед «теми людьми, которым было больно».

### 2010-е годы
19 января 2011 года консервативный политический обозреватель Раш Лимбо высмеял президента Китая Ху Цзиньтао во время его визита в Белый дом в своём радиошоу. «Он говорил, а они не переводили. Обычно они переводят каждую пару слов. Ху Цзиньтао просто повторял ching chong, ching chong cha», — сказал Лимбо, который имитировал речь Ху в течение 17 секунд. Член Ассамблеи Нью-Йорка Грейс Мэн сказала, что нападки на Ху были прерогативой Лимбо, «но в то же время он оскорбил 13 % населения Нью-Йорка». Сенатор штата Калифорния Леланд Ю также раскритиковал Лимбо за его реплики: «Его поступок является оскорблением более чем 3000-летней культурной истории и пощечиной миллионам американцев китайского происхождения».
В марте 2011 года студентка Калифорнийского университета в Лос-Анджелесе Александра Уоллес загрузила на YouTube видео под названием «Азиаты Калифорнийского университета в Лос-Анджелесе в библиотеке», в котором разглагольствует о «толпах азиатов», которые «не используют американские манеры». Пародируя азиатов, громко говорящих по мобильному телефону в библиотеке кампуса, она произнесла «ching chong». Её ролик вызвал резкую критику. The New York Times опубликовал статью с критикой видео, но поддержал её право на свободу слова. Несколько дней спустя Калифорнийский университет в Лос-Анджелесе объявил, что не будет наказывать студентку. Позже она отчислилась по собственному желанию.
В марте 2014 года сатирическая программа «Отчёт Кольбера», выходившая на Comedy Central, оказалась в центре скандала. В выпуске от 26 марта 2014 года освещался спор по поводу возможного переименования команды по американскому футболу «Вашингтон Редскинз»: владелец клуба Дэниел Снайдер заявил о намерении основать благотворительное общество в поддержку индейцев и иных коренных народов Северной Америки, назвав его «Фонд коренных американцев „Вашингтон Редскинз“» (англ. Washington Redskins Original Americans Foundation). Ведущий шоу Стивен Кольбер попытался подколоть Снайдера в связи с тем, что в названии фонда присутствовало слово «Редскинз», воспринимаемое рядом индейцев как оскорбительное. Он заявил, что намерен учредить собственную благотворительную организацию под названием «Фонд „Чинг-Чонг Динг-Донг“ в защиту чувствительности восточных народов или чего-то там ещё» (англ. Ching-Chong Ding-Dong Foundation for Sensitivity to Orientals or Whatever) и добавил: «Этой чувствительностью я обязан владельцу „Редскинз“ Дэну Снайдеру. Поэтому, дорогие азиаты, отправляйте свои письма с благодарностями не на моё имя, а на его» (англ. I owe all this sensitivity to Redskins owner Dan Snyder. So Asians, send your thank-you letters to him, not me).
На следующий день Twitter-аккаунт канала опубликовал сообщение «Я желаю продемонстрировать #азиатскому сообществу своё неравнодушие и представить фонд „Чинг-Чонг Динг-Донг“ в защиту чувствительности восточных народов или чего-то там ещё» (англ. I am willing to show #Asian community I care by introducing the Ching-Chong Ding-Dong Foundation for Sensitivity to Orientals or Whatever), но не оставил там ни ссылки на выпуск программы, ни каких-либо поясняющих комментариев (позже твит был удалён). Это вызвало общественный резонанс: в сети люди стали выражать протест против поступка Кольбера, публикуя сообщения с хэштегом #CancelColbert (#ОтменитьКольбера) вплоть до 31 марта 2014 года. Вскоре Кольбер всё же дал комментарии, сказав, что виновником ситуации является Comedy Central, который обязан был указать контекст цитаты. Также он осудил протесты пользователей по поводу слов «ching chong», сказав, что в отношении Дэниела Снайдера, давшего повод для его шутки, никаких протестов не было.
В том же году во время группового этапа чемпионата мира по League of Legends на Тайване игрок команды Team SoloMid Svenskeren зарегистрировал учётную запись под названием TaipeiChingChong и впоследствии был оштрафован и заблокирован Riot Games. Инцидент также раскритиковала тайваньская версия газеты Apple Daily.
В августе 2017 года пользователь соцсети Facebook Зигги Чау (англ. Ziggy Chau) опубликовал чек, выданный матери его друга в манхэттенском кафе Cornerstone, где в качестве имени и фамилии клиента, заказавшего стейк и яйца, было указано «Ching Chong». Работник кафе, выдавший подобный чек, был уволен: общественность стала призывать к бойкоту кафе, хотя сам Зигги Чау был против такой инициативы. Руководство кафе уверяло, что случившееся было результатом глупости, проявленной конкретным сотрудником
В августе 2018 года избиратели сообщили, что представитель штата Мичиган Бетти Кук Скотт призвала своих сторонников «не голосовать за ching chong» на первичных выборах, имея в виду ее соперницу Стефани Чанг. Позже она принесла извинения через представителя. В итоге Скотт проиграла выборы.
В ноябре 2018 года филиппинскому игроку в Dota 2 Карло «Куку» Паладу запретили посещать турнир Chongqing Major после того, как он написал «ching chong» во время живого матча с китайскими игроками. Он извинился, но запрет не сняли. 4 декабря Valve окончательно отстранила Kuku от выступления на мейджоре, однако многие пользователи Dota 2 в знак протеста против дисквалификации стали массово менять свои ники на «Ching Chong». Команда TNC в то же время уволила своего менеджера, извинившись перед миром, но лишилась спонсора в лице китайской букмекерской компании JingJiBao.
В декабре 2018 года американский рэпер Lil Pump подвергся критике после того, как использовал термин в тизере своего будущего сингла «Butterfly Doors». Его осудили рэперы азиатского происхождения China Mac и Аквафина. Впоследствии Lil Pump принёс извинения и зацензурировал текст.
В 2020 году актриса Кэти Льюнг, исполнившая роль Чжоу Чанг в серии фильмов о Гарри Поттере, обвинила Джоан Роулинг в расизме из-за того, что имя её персонажа похоже на «ching chong».

### 2020-е годы
В 2022 году во время игры в матчмейкинге Dota 2 Гектор Антонио «К1» Родригез выразился в адрес корейца Кима «Febby» Юн Мина: «Чинг чонг, запуль крипов». Поскольку Febby стримил этот матч, момент попал на Reddit. Позже K1 принёс извинения в адрес Febby: тот сказал, что в Доте считалось нормальным «быть токсичным по отношению к своим пьяным тиммейтам», но не знал о том, что K1 уже попадал в подобный скандал. Самого K1 дисквалифицировали организаторы Dota Pro Circuit 2021/2022: Season 3 для Южной Америки, запретив ему участвовать в завершающем матче лиги.